# Guillermo Francos
Guillermo Alberto Francos (n. 20 aprilie 1950, Puerto Belgrano Naval Base⁠(d), Buenos Aires, Argentina) este un politician și avocat argentinian. A ocupat funcția de ministru de interne  din decembrie 2023 până în mai 2024, când a fost desemnat șef de cabinet, înlocuindu-l pe Nicolás Posse.

## Biografie
Guillermo Francos s-a născut în Puerto Belgrano, o bază a Marinei Argentine. A absolvit Universitatea del Salvador în 1974 și a lucrat ca avocat între 1975 și 1989. În acea perioadă, a fost angajat la Ministerul Justiției între 1974 și 1978. A lucrat în diverse locuri, atât în organizații de stat, cât și private.
A fost ales deputat național în 1997 ca membru al partidului Acțiunea pentru Republică, dar a demisionat în septembrie 2000, fiind numit șef al Aeropuertos Argentina 2000. A fost, pentru scurt timp, președinte al Aerolíneas Argentinas, după care s-a orientat spre sectorul bancar. A condus Banca Provinciei Buenos Aires, Grupo Banco Provincia și Provincia Microempresas între 2007 și 2011, în timpul guvernării lui Daniel Scioli în Provincia Buenos Aires.
În paralel, în 2008 a fost numit director al Visa Argentina, iar în 2012, director al Corporación América. În această companie l-a întâlnit pentru prima dată pe Javier Milei, care lucra ca economist-șef al corporației.
Guillermo Francos a fost desemnat reprezentantul Argentinei la Banca Interamericană de Dezvoltare de către președintele Alberto Fernández în decembrie 2019. În august 2023, și-a dat demisia din această funcție pentru a se alătura echipei de campanie a lui Javier Milei, la o săptămână după anunțarea rezultatelor alegerilor primare din Argentina din 2023. Ulterior, guvernul l-a desemnat pe Marcelo Barg să-l înlocuiască pe Francos ca reprezentant la Banca Interamericană de Dezvoltare.
Javier Milei a fost ales președinte în 2023 și l-a numit pe Francos Ministru de Interne. Milei a intrat în conflicte cu guvernatorii provinciali, iar Francos a încercat să detensioneze aceste conflicte. El a promovat „Pactul din Mai”, propus în timpul deschiderii sesiunilor regulate ale Congresului Național al Argentinei din 2024.
Pe 28 mai 2024, a fost desemnat Șef de Cabinet al Argentinei, după demisia lui Nicolás Posse, și astfel a părăsit funcția de Ministru de Interne.